# Ruby segítségével
A Ruby segítségével (eredeti cím: Rescued by Ruby) 2022-ben bemutatott amerikai életrajzi filmdráma, amelyet Katt Shea rendezett. A főbb szerepekben Grant Gustin, Scott Wolf, Kaylah Zander, Camille Sullivan és Tom McBeath látható.
Amerikában és Magyarországon 2022. március 17-én mutatták be a Netflixen.

## Cselekmény
Ruby egy rendkívül hiperaktív fél border collie, akit az elmúlt hat hónapban hétszer fogadtak örökbe a menhelyről, de később mindig visszavitték, mert nem tudták kiképezni vagy irányítani. Daniel O'Neil, Rhode Island állam rendőre arról álmodott, hogy csatlakozik az állami rendőrség K-9-es kereső- és mentőcsapatához. Hétszer utasították el azonban, és már csak egy utolsó esélye van arra, hogy 30 éves kora előtt jelentkezzen, mivel minden jelentkezőnek 30 év alattinak kell lennie.
Daniel megtudja, hogy a K-9-es egységnek nincs pénze arra, hogy több német juhászkutyát importáljon, ezért nem tudna csatlakozni a programhoz. Megtudja, hogy felesége, Melissa a második gyermekükkel várandós, ami még inkább elszánttá teszi, hogy jelentkezzen, mert az előléptetéssel a fizetése és a juttatásai is javulnának. Pat, a menhely egyik védőnője könyörög a munkatársának, Ricknek, hogy adjon Rubynak még egy kis időt. Bejelenti, hogy este elaltatják. Dan felfedezi, hogy egy K-9-es kutyának nem kell feltétlenül német juhászkutyának lennie, hanem kíváncsi, mozgékony és temperamentumos. Ezután ellátogat a menhelyre, és Pat meggyőzi, hogy fogadja örökbe Rubyt, hogy kiképezhesse és csatlakozhasson a programhoz. A történet ezután végigköveti Dan próbálkozásait Ruby kiképzésére, kudarcait és sikereit. Mindketten nagy energiájúak, lelkesek, és fel kell fedezniük, hogyan tudnak hatékonyan együtt dolgozni
Zarella őrmester elmagyarázza, hogy a felvételi vizsga után a felvettek hathetes intenzív képzésen vesznek részt. A belépéshez a kutyának és a gazdának is megfelelő temperamentummal, összpontosítással, nyugalommal és együttérzéssel kell rendelkeznie. Ruby jól teljesít, míg végül türelmetlenül ki nem szabadul, megzavarva egy méhkast. A hivatalos képzésen kívül Mel emlékezteti Dant, hogy ő diszlexiával és hiperaktivitással vészelte át a rendőrakadémiát, talán meg kellene próbálnia Rubyt otthon tanítani.
A hathetes vizsgán Ruby átmegy. Hónapokig várnak a junior csapatban, míg végre szükség lesz rájuk. Egy olyan otthonba küldik, ahol Ruby emberi maradványokat érzékel, de Dan nem találja őket. Csalódottan, lehangoltan nem vesz róla tudomást. Az éjszaka folyamán elszalad, hogy aztán Zarella közölje vele, hogy a maradványokat azon a helyszínen találták meg, ahol Ruby jelezte, de beton alá temetve. Zarella elmondja Dannek, hogy elképesztő volt, hogy Ruby elkapta a szagot, és hogy bíznia kellett volna a K9-es társában. Dan kétségbeesetten keresi Rubyt, és végül meg is találja.
Dan és Ruby csatlakozik a keresőcsapatokhoz, akik Michaelt keresik, egy fiút, aki túrázás közben eltévedt. Az esőben és a sötétben találják meg, és kiderül, hogy a fiú Pat fia. Pat köszönetet mond Dan-nek és Rubynak, és Dant előléptetik teljes jogú K-9-es tisztté.

## Szereplők
| Szerep          | Színész           | Magyar hang    |
| --------------- | ----------------- | -------------- |
| Daniel O'Neil   | Grant Gustin      | Szabó Máté     |
| Ruby            | Bear              | Eredeti hang   |
| Matt Zarrella   | Scott Wolf        | Stohl András   |
| Melissa O’Neil  | Kaylah Zander     | Németh Borbála |
| Pat Inman       | Camille Sullivan  | Bertalan Ágnes |
| Seamus Brady    | Tom McBeath       | Bácskai János  |
| Sam             | Sharon Taylor     | Mohácsi Nóra   |
| Amanda Grinnell | Eileen Pedde      | Kovács Nóra    |
| Michael         | Jude Culham-Keays |                |
| Rick McGuinness | Giacomo Baessato  | Holl Nándor    |

### Magyar változat
- Magyar szöveg: Tóth Gábor
- Hangmérnök: Gajda Mátyás
- Vágó: Baltazár Boldizsár
- Gyártásvezető: Újréti Zsuzsa
- Szinkronrendező: Pupos Tímea
- Produkciós vezető: Haramia Judit

A szinkront az Iyuno Hungary készítette el.

## A film készítése
2021 februárjában jelentették be, hogy Grant Gustin lesz a főszereplője a filmnek.